# 李善元
李善元（？—2004年12月14日），男，江西南昌人，中华人民共和国政治人物，曾任江西省工商业联合会主任委员、名誉主任委员，江西省政协副主席。